# Norbert Gombos
Norbert Gombos (* 13. August 1990 in Galanta, Tschechoslowakei) ist ein slowakischer Tennisspieler.

## Leben und Karriere
Gombos spielt hauptsächlich auf der ATP Challenger Tour und der ITF Future Tour. Er konnte zu Anfang seiner Karriere von 2011 bis 2013 drei Einzel- und einen Doppeltitel auf der ITF Future Tour feiern. Er wurde mit der Mannschaft TK Slávia Agrofert STU Bratislava 2012 und 2013 slowakischer Mannschaftsmeister. Gombos wurde mit der Mannschaft MTK 2013 auch ungarischer Mannschaftsmeister.
Im April 2014 gab Norbert Gombos sein Debüt für die slowakische Davis-Cup-Mannschaft.

## Erfolge
| Legende (Anzahl der Siege)  |
| Grand Slam                  |
| ATP World Tour Finals       |
| ATP World Tour Masters 1000 |
| ATP World Tour 500          |
| ATP World Tour 250          |
| ATP Challenger Tour (7)     |

### Einzel

#### Turniersiege
| Nr. | Datum             | Turnier       | Belag         | Finalgegner      | Ergebnis        |
| --- | ----------------- | ------------- | ------------- | ---------------- | --------------- |
| 1.  | 1. März 2015      | Cherbourg     | Hartplatz (i) | Benoît Paire     | 6:1, 7:64       |
| 2.  | 13. Juni 2015     | Prag          | Sand          | Albert Montañés  | 7:65, 5:7, 7:62 |
| 3.  | 23. Oktober 2016  | Brest         | Hartplatz (i) | Yannik Reuter    | 7:5, 6:2        |
| 4.  | 13. November 2016 | Bratislava    | Hartplatz (i) | Marius Copil     | 7:68, 4:6, 6:3  |
| 5.  | 1. Oktober 2017   | Orléans       | Hartplatz (i) | Julien Benneteau | 6:3, 5:7, 6:2   |
| 6.  | 23. Juni 2019     | Bratislava II | Sand          | Attila Balázs    | 6:3, 3:6, 6:2   |
| 7.  | 14. Juli 2019     | Winnipeg      | Hartplatz     | Brayden Schnur   | 7:63, 6:3       |

## Abschneiden bei Grand-Slam-Turnieren

### Einzel
| Turnier         | 2014 | 2015 | 2016 | 2017 | 2018 | 2019 | 2020 | 2021 | 2022 | 2023 | Karriere |
| --------------- | ---- | ---- | ---- | ---- | ---- | ---- | ---- | ---- | ---- | ---- | -------- |
| Australian Open | Q2   | Q1   | Q2   | Q1   | Q2   | —    | 1    | 1    | 2    | Q1   | 2        |
| French Open     | Q1   | Q2   | Q1   | Q3   | Q1   | Q1   | 3    | 1    | 1    | Q2   | 3        |
| Wimbledon       | Q1   | Q1   | Q1   | 1    | 1    | Q2   |      | 1    | —    | Q2   | 1        |
| US Open         | Q1   | Q2   | —    | 1    | Q2   | Q2   | 2    | 1    | 1    | Q1   | 2        |

Zeichenerklärung: S = Turniersieg; F, HF, VF, AF = Einzug ins Finale / Halbfinale / Viertelfinale / Achtelfinale; 1, 2, 3 = Ausscheiden in der 1. / 2. / 3. Hauptrunde; Q1, Q2, Q3 = Ausscheiden in der 1. / 2. / 3. Qualifikationsrunde; nicht ausgetragen